# Кимура, Мотоо
Мото́о Киму́ра (яп. 木村資生 Кимура Мотоо:, 13 ноября 1924 года — 13 ноября 1994 года) — японский биолог, получивший широкую известность после публикации в 1968 году своей нейтральной теории молекулярной эволюции, которая сделала его одним из самых влиятельных популяционных генетиков.
Развивая теорию, он объединил теоретическую популяционную генетику с данными молекулярной эволюции и предположил, что случайный дрейф выступает важнейшим фактором изменения генных частот в популяции.
Кимура также известен в генетике благодаря введению прогрессивного использования диффузных уравнений для расчёта вероятностей закрепления полезных, вредных и нейтральных аллелей.
Член Японской академии наук (1982), иностранный член Национальной академии наук США (1973) и Лондонского королевского общества (1993).

## Биография

### Детство и учёба в Японии
Кимура родился в городе Окадзаки (префектура Айти) в семье бизнесмена.
Его отец любил цветы и выращивал декоративные растения в своём доме. Возможно, это послужило причиной того, что с ранних лет Мотоо интересовался ботаникой. Заметив увлечённость сына, отец подарил ему микроскоп, и Мотоо проводил за его окуляром много часов, очарованный открывавшимся зрелищем. Этот микроскоп и поныне экспонируется в начальной школе, в которой учился Кимура, в память о её ученике, ставшим известным учёным.
Другим увлечением Кимуры была математика. Во время длительного выздоровления после тяжёлого отравления Мотоо наслаждался чтением математических книг, особенно по Евклидовой геометрии. Поражённые его успехами, преподаватели советовали Кимуре посвятить себя математике, но Мотоо избрал ботанику. Не видя связи между этими двумя науками, Кимура отказался от углублённого изучения математики, но полностью интерес к ней в нём не угас.
По окончании средней школы в 1942 году Кимура поступил в Национальную Высшую Школу в Нагое. Там он познакомился с известным морфологом растений Масао Кумадзавой, который позволил ему работать в своей лаборатории. Кимура сосредоточился на морфологии и цитологии, изучая хромосомы лилии.
Одним из результатов работы с Кумадзавой стало том, что Мотоо начал заниматься биометрией (биологической статистикой) — дисциплиной, в которой он смог объединить свои ботанические и математические интересы. В этот же период Кимура был очарован курсом физики Хидэки Юкавы, впоследствии нобелевского лауреата. Он стал для Мотоо героем от науки и помог ему увидеть в математике универсальный язык научного исследования.
Кимура никогда не скрывал своей любви к растениям и при первой возможности стал с увлечением разводить орхидеи. Его цветы выиграли несколько призов, а имя Кимуры широко известно в мире любителей орхидей. Позже он потратил авторский гонорар за свои книги на постройку оранжереи у себя дома, и каждое воскресенье в течение всей его зрелой жизни было днём орхидей.
Из-за Второй мировой войны Кимура вынужден был оставить университет в Нагое и в 1944 году перебрался в Киотский императорский университет. По совету популяционного генетика Хитоси Кихары, Кимура взялся за изучение ботаники, потому что последняя изучалась на факультете естественных наук, а не сельского хозяйства, где работал сам Кихара. Это позволило Мотоо избежать воинской обязанности.
После войны он присоединился к лаборатории Кихары, где исследовал введение чужеродных хромосом в ткани растений и изучал основы популяционной генетики. Кихара не налагал на Кимуру особых обязанностей, что позволило тому приступить к систематическому чтению литературы по математической генетике. Так он познакомился с работами Холдейна, Фишера и Райта.
В военное и послевоенное время доступ к литературе был очень ограничен, и Кимура переписывал множество статей от руки. Работы Сьюэлла Райта занимали в этом отношении особое место. Кимура был впечатлён глубиной математического анализа Райта и стал пробовать свои силы в практическом приложении математики. Статьи Райта он изучил со всей тщательностью, а впоследствии серьёзно развил их, введя совершенно иной подход.
В 1949 году Кимура присоединился к исследованиям Национального института генетики в Мисиме (префектура Сидзуока), который был учреждён сразу после войны. Но работа Кимуры не находила понимания среди его коллег и считалась маловажной. Исключением был профессор Киотского университета Таку Комаи, который учился в Колумбийском университете вместе с «отцом генетики», нобелевским лауреатом Томасом Морганом.

### Аспирантура в Соединённых Штатах
Комаи способствовал поиску путей для обучения Кимуры в Европе или США. После встречи с американским генетиком Дунканом МакДональдом, участвовавшим в работе Комиссии по жертвам атомной бомбардировки (ABCC) в Хиросиме, появилась реальная возможность отправиться за океан. МакДональд написал письмо Сьюэллу Райту с просьбой принять у себя Кимуру в качестве студента. Однако Райт ответил, что в ближайшее время уходит на пенсию и больше студентов не набирает, но может предложить взамен место в Государственном университете Айовы, где преподаёт его ученик Джей Л. Лаш, ведущий американский специалист по разведению животных. Так, благодаря помощи с обоих берегов Тихого океана, летом 1953 года Кимура отправился в Айову. В следующем году при содействии Райта он опубликовал свою первую работу по популяционной генетике.
Кимура быстро убедился, что политика руководства университета Айовы ограничивает возможности для полноценной работы; он перебрался в Университет Висконсина, где работал над стохастическими моделями с Джеймсом Ф. Кроу, и присоединился к сообществу генетиков-единомышленников, среди которых были Ньютон Мортон и Сьюэлл Райт. Сбылась давняя мечта Мотоо Кимуры, теперь он мог ежедневно общаться со своим идейным учителем. Незадолго до окончания аспирантуры Кимура выступил на симпозиуме лаборатории Колд Спринг Харбор, на котором собрались ведущие популяционные генетики. Его доклад был труден для восприятия по причине математической сложности и плохого произношения Кимуры. Но взяв после выступления Кимуры слово, Райт сказал, что только тот, кто брался за разрешение действительно трудных проблем, способен вполне оценить достижение Кимуры. А позднее, когда японский репортёр спросил Джона Холдейна, считает ли он себя хорошим математиком, тот ответил, что он в самом деле очень хороший математик, но Кимура лучше.

### Работа в Национальном университете генетики
Мотоо Кимура стал доктором философии в 1956 году, после чего вернулся в Японию, где оставался до конца своей жизни, работая в Национальном университете генетики. В 1964 году он возглавил кафедру популяционной генетики университета. Кимура работал в широком спектре проблем популяционной генетики, часто сотрудничая с Такео Маруямой.
В 1968 году произошёл поворот в карьере Кимуры. В этом году он предложил нейтральную теорию молекулярной эволюции, которая заключается в том, что на молекулярном уровне большинство генетических изменений несут нейтральный характер по отношению к естественному отбору, что делало случайный дрейф генов главным фактором эволюции. Нейтральная теория сразу стала предметом полемики в научных кругах, получив поддержку многих молекулярных биологов и неприятие многих эволюционистов. Кимура потратил большую часть жизни, разрабатывая и защищая теорию нейтральной эволюции. Как только новые экспериментальные технологии и генетические знания становились доступными, Кимура расширял пределы нейтральной теории и создавал математические методы для её проверки.
В 1992 году Кимура был удостоен Лондонским королевским обществом Дарвиновской медали, а в 1993 году был избран его иностранным членом. В начале 1992(?[уточнить]) года он почувствовал недомогание, а в ноябре ему диагностировали боковой амиотрофический склероз. 13 ноября 1994 года, в день своего семидесятилетия, Мотоо Кимура скончался от кровоизлияния в мозг, вызванного ударом головы при падении в прихожей своего дома.
Кимура был женат на Хироко Кимуре. У них был один ребёнок, сын, Акио, и внучка, Ханако.

## Научные исследования
Вклад в научные исследования Мотоо Кимуры можно разделить на две части.
Первая часть представляет собой серию статей по теоретической популяционной генетике, которая качественно и количественно ставит его на место преемника трёх классиков этой науки — Фишера, Холдейна и Райта.
Вторая часть — это теория нейтральности. Эта теория принесла Кимуре громкую славу и за пределами популяционной генетики, сделав его одним из известнейших эволюционистов.

### Популяционная генетика
Случайный дрейф частот аллелей играет ключевую роль в теории подвижного равновесия Райта. Вместе с Фишером он был пионером в этой области исследований. Работы Райта, однако, описывают популяцию, находящуюся около равновесного состояния, Кимура же повёл работу в новом направлении.
Будучи аспирантом в Висконсине, он получил полное решение проблемы распределения частот аллелей под действием случайного дрейфа для произвольных начальных условий, используя диффузионное приближение, таким образом значительно расширив область применения теории Райта. Затем он расширил точное решение для случая с тремя аллелями и приближенное для произвольного числа аллелей. Он также развил анализ в других направлениях, включая отбор, мутации и миграцию. Изложение этих исследований было дано в статье, представленной на памятном симпозиуме лаборатории Колд Спринг Харбор в 1955 году. Туда же было включено элементарное решение диффузного уравнения Фоккера — Планка, часто используемое нематематиками из-за своей простоты и наглядности.
В 1957 году Кимура получил предложение написать обзорную статью для «Annals of Mathematical Statistics». В этой работе он впервые использовал обратное уравнение Колмогорова, что позволило рассчитывать вероятности закрепления мутантных аллеллей в популяции.
Через несколько лет Кимура опубликовал обширный обзор по использованию уравнений Колмогорова и продемонстрировал их вычислительную применимость.
Вернувшись в Японию, он продолжил публиковать статьи по стохастическим процессам. Обобщил формулы Райта, Фишера и Малеко для получения вероятности фиксации мутантного аллеля с произвольным доминированием.
В 1964 году Кимура совместно с Кроу ввёл широкое использование модели с неограниченным числом аллелей, так называемой модели «неограниченного аллеля» (англ. infinite allele). Модель предполагает, что каждый новый вариант гена не существовал в популяции до акта мутации. Эта простая и привлекательная модель послужила фундаментом для многих значительных теоретических и экспериментальных работ Кимуры и других авторов.
Идея была развита в модели «неограниченного сайта» (англ. infinite site), особенно пригодной для молекулярных исследований, в которых число связных сайтов велико.
Он также сформулировал третью, так называемую «лестничную» модель (англ. ladder model), используемую в электрофоретических исследованиях белков, различающихся единичными аминокислотами.
Работы по вероятности закрепления мутаций в популяции, основанные на обратном уравнении Колмогорова, стали фундаментом, на котором в дальнейшем Кимура построил теорию нейтральности.

### Теория нейтральности
Изучая скорости аминокислотных замен в белках, Кимура обратил внимание на несоответствие данных, полученных им и ранее — Джоном Холдейном: скорость замен на геном на поколение для млекопитающих превышала оценку Холдейна в несколько сот раз.
Получалось, что для поддержания постоянной численности популяции при одновременном сохранении отбором мутантных замен, появляющихся с такой высокой скоростью, каждый родитель должен был оставлять около 22 000 потомков.

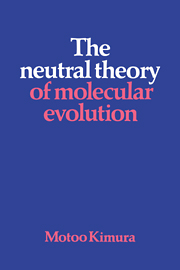
Обложка монографии «The Neutral Theory of Molecular Evolution»

Метод электрофореза позволил обнаружить полиморфизм белков. Для 18 случайно выбранных локусов Drosophila pseudoobscura средняя гетерозиготность, приходящаяся на локус, составила около 12 %, а доля полиморфных локусов — 30 %. По данным Ф. Аялы, в генофондах природных популяций различных видов организмов полиморфны 20—50 % локусов. Для объяснения популяционного полиморфизма Роналдом Фишером была разработана модель балансирующего отбора, основанная на селективном преимуществе гетерозигот. В то же время уровень гетерозиготности большинства организмов оценивался в среднем в 7—15 %. А поскольку в популяциях тысячи аллелей, производящих полиморфные белки, невозможно утверждать, что все они обладают адаптивной ценностью.
В 1957 году Холдейн показал математически, что в популяции не может заменяться одновременно свыше 12 генов более приспособленными аллелями без того, чтобы её репродуктивная численность не упала до нуля.
Все эти соображения и натолкнули Кимуру на мысль, что большинство нуклеотидных замен должно быть селективно нейтрально и фиксироваться случайным дрейфом. Соответствующие полиморфные аллели поддерживаются в популяции балансом между мутационным давлением и случайным отбором. Всё это было изложено Кимурой в его первой публикации по нейтральной эволюции, названной так из-за нейтральности по отношению к естественному отбору.
В дальнейшем появилась целая серия статей Кимуры, в том числе в соавторстве, а также обобщающая монография. В 1985 году опубликован русский перевод монографии.
В этих трудах экспериментальные данные молекулярной биологии сочетались со строгими математическими расчётами, осуществлёнными самим автором на основе разработанного им математического аппарата. В книге, наряду с рассмотрением доводов в пользу новой теории, Кимура останавливается и на возможных возражениях и критики в её адрес.
Кимура не был одинок в разработке идеи нейтральной эволюции. В 1969 году, через год после первой публикации Кимуры, в американском журнале «Science» появилась статья молекулярных биологов Джека Кинга и Томаса Джукса «Недарвиновская эволюция», в которой эти авторы независимо от Кимуры пришли к той же гипотезе. В качестве своих предшественников Кимура указывает также на Джеймса Ф. Кроу, с которым он сам активно сотрудничал, и Алана Робертсона. В поддержку теории свидетельствовали полученные позже данные о том, что самыми распространёнными эволюционными изменениями на молекулярном уровне являются синонимические замены, а также нуклеотидные замены в некодирующих участках ДНК. Все эти публикации породили на Западе острую дискуссию на страницах научных журналов и на различных форумах, в которую вступили многие крупные селекционисты. В СССР реакция на новую теорию была более сдержанной. На стороне селекционистов с объективной критикой нейтрализма выступил В. С. Кирпичников, а на стороне нейтралистов — биофизик М. В. Волькенштейн.
После интенсивных обсуждений и многочисленных исследований, порождённых нейтралистской концепцией, интерес к ней в 1990-е годы заметно спал. Это произошло, во многом, из-за ограниченной применимости теории, поскольку серьёзный эволюционный прогресс по нейтралистскому сценарию потребовал бы огромных промежутков времени и непомерно больших количеств ДНК. Поэтому успех теории в рамках популяционной генетики и молекулярной биологии не распространился на дисциплины, изучающие макроэволюционные преобразования.

## Награды и отличия
- Премия Японского общества генетики (1959)
- Weldon Memorial Prize[англ.], Оксфорд (1965)
- Премия Японской академии наук (1968)
- Премия Асахи (1986)
- Премия Джона Карти НАН США (1987)
- Международная премия по биологии (1988)
- Медаль Дарвина Лондонского королевского общества (1992)

Заслуженный деятель культуры (1976). Кавалер ордена Культуры (1976).

## Основные труды

### Статьи
| 1950 | The theory of chromosome substitution between two different species // Cytologia. — Т. 15. — С. 281—284.                                                                                         |
| 1953 | 'Stepping stone' model of population // Annual Report of the National Institute of Genetics. — Т. 3. — С. 62—63.                                                                                 |
| 1954 | Process leading to quasi-fixation of genes in natural populations due to random fluctuation of selection intensity (англ.) // Genetics. — Vol. 39. — P. 280—295.                                 |
| 1955 | Solution of a process of random genetic drift with a continuous model // Proceedings of the National Academy of Sciences USA. — Т. 41. — С. 144—150.                                             |
| 1956 | A model of a genetic system which leads to closer linkage by natural selection (англ.) // Evolution. — Wiley-VCH. — Vol. 10. — P. 278—287.                                                       |
| 1957 | Some problems in stochastic processes in genetics // Annals of Mathematical Statistics. — Т. 28. — С. 882—901.                                                                                   |
| 1958 | On the change of population fitness by natural selection // Heredity. — Т. 12. — С. 145—167. |
| 1960 | (Совместно с T. Maruyama). The mutation load with epistatic gene interactions in fitness (англ.) // Genetics. — Vol. 54. — P. 1337—1351.                                                         |
| 1961 | Some calculations on the mutation load // Journal of Genetics (Supply). — Т. 36. — С. 179—190.                                                                                                   |
| 1962 | On the probability of fixation of mutant genes in a population (англ.) // Genetics. — Vol. 47. — P. 713—719.                                                                                     |
| 1963 | A probability method for treating inbreeding systems, especially with linked genes // Biometrics. — Т. 19. — С. 1—17.                                                                            |
|      | (Совместно с J. E Crow). On the maximum avoidance of inbreeding // Genetical Research. — Т. 4. — С. 399—415.                                                                                     |
| 1964 | Diffusion models in population genetics // Journal of Applied Probability. — Т. 1. — С. 177—232.                                                                                                 |
|      | (Совместно с J. E Crow). The number of alleles that can be maintained in a finite population (англ.) // Genetics. — Vol. 49. — P. 725—738.                                                       |
| 1965 | Attainment of quasi linkage equilibrium when gene frequencies are changing by natural selection (англ.) // Genetics. — Vol. 52. — P. 875—890.                                                    |
|      | A stochastic model concerning the maintenance of genetic variability In quantitative characters // Proceedings of the National Academy of Sciences USA. — Т. 54. — С. 731—736.                   |
| 1968 | Evolutionary rate at the molecular level (англ.) // Nature. — Vol. 217. — P. 624—626. |
| 1969 | The number of heterozygous nucleotide sites maintained in a finite population due to steady flux of mutations (англ.) // Genetics. — Vol. 61. — P. 893—903.                                      |
|      | (Совместно с T. Ohta). The average number of generations until fixation of a mutant gene in a finite population.                                                                                 |
|      | The rate of molecular evolution considered from the standpoint of population genetics // Proceedings of the National Academy of Sciences USA. — Т. 63. — С. 1181—1188.                           |
| 1970 | The length of time required for a selectively neutral mutant to reach fixation through random frequency drift in a finite population // Genetical Research. — Т. 15. — С. 131—133.               |
| 1971 | (Совместно с T. Maruyama). Some methods for treating continuous stochastic processes in population genetics // Japanese journal of genetics. — Т. 46. — С. 407—410.                              |
|      | (Совместно с T. Ohta). Protein polymorphism as a phase of molecular evolution (англ.) // Nature. — Vol. 229. — P. 467—469.                                                                       |
| 1974 | (Совместно с T. Maruyama). A note on the speed of gene frequency changes in reverse directions in a finite population (англ.) // Evolution. — Wiley-VCH. — Vol. 28. — P. 161—163.                |
|      | (Совместно с T. Ohta). On some principles governing molecular evolution // Proceedings of the National Academy of Sciences USA. — Т. 71. — С. 2848—2852.                                         |
| 1975 | Moments for sum of an arbitrary function of gene frequency along a stochastic path of gene frequency change // Proceedings of the National Academy of Sciences USA. — Т. 72. — С. 1602—1604.     |
|      | (Совместно с T. Ohta). The age of a neutral mutant persisting in a finite population (англ.) // Genetics. — Vol. 75. — P. 199—212.                                                               |
| 1977 | Preponderance of synonymous changes as evidence for the neutral theory of molecular evolution (англ.) // Nature. — Vol. 267. — P. 275—276.                                                       |
| 1978 | (Совместно с J. E Crow). Effect of overall phenotypic selection on genetic change at individual loci // Proceedings of the National Academy of Sciences USA. — Т. 75. — С. 6168—6171.            |
| 1979 | Efficiency of truncation selection // Proceedings of the National Academy of Sciences USA. — Т. 76. — С. 396—399.                                                                                |
| 1980 | A simple method for estimating evolutionary rates of base substitutions through comparative studies of nucleotide sequences // Journal of molecular evolution. — Т. 16. — С. 111—120.            |
| 1981 | (Совместно с N. Takahata). A model of evolutionary base substitutions and its application with special reference to rapid change of pseudogenes (англ.) // Genetics. — Vol. 98. — P. 641—657.    |
| 1983 | Diffusion model of intergroup selection, with special reference to evolution of an altruistic character // Proceedings of the National Academy of Sciences USA. — Т. 81. — С. 6317—6321.         |
| 1986 | DNA and the neutral theory // Philosophical transactions of the Royal society. — Т. В 312. — С. 343—354.                                                                                         |
| 1989 | The neutral theory of molecular evolution and the world view of the neutralists // Genome. — Т. 31. — С. 24—31.                                                                                  |
| 1991 | Recent development of the neutral theory viewed from the Wrightian tradition of theoretical population genetics // Proceedings of the National Academy of Sciences USA. — Т. 88. — С. 5969—5973. |
| 1993 | Retrospective of the last quarter century of the neutral theory // Japanese journal of genetics. — Т. 68. — С. 521—528.                                                                          |
| 1995 | Limitations of Darwinian selection in a finite population // Proceedings of the National Academy of Sciences USA. — Т. 92. — С. 2343—2344.                                                       |

### Книги
| 1960 | Outline of population genetics (in Japanese). — Tokyo: Baifukan. |
| 1970 | (Совместно с J. E Crow). An introduction to population genetics theory. — New York: Harper and Row, 1970.                                                                                |
| 1971 | (Совместно с T. Ohta). Theoretical aspects of population genetics. — Princeton: Princeton University Press.                                                                              |
| 1983 | The neutral theory of molecular evolution. — Cambridge: Cambridge University Press, 1983.                                                                                                |
| 1994 | Population genetics, molecular evolution, and the neutral theory. Selected papers / Edited by and with introductory essays by N. Takahata. — Chicago: University of Chicago Press, 1994. |